# Liniment

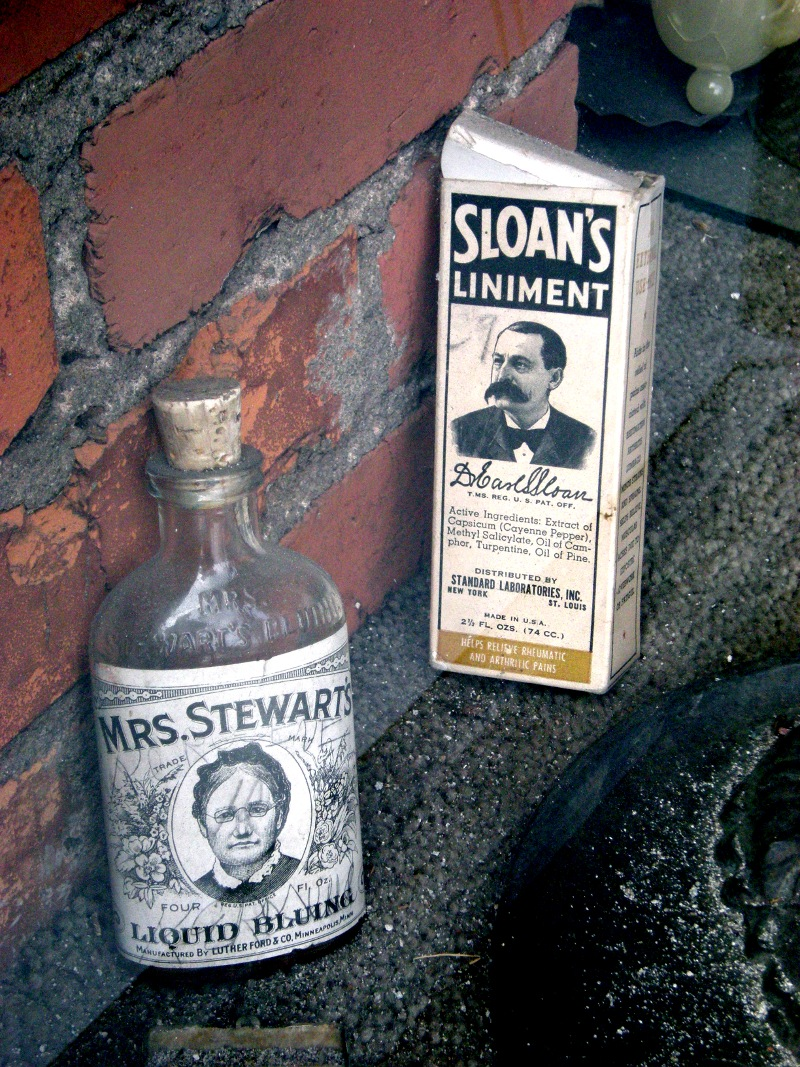
El liniment Sloan's va ser un dels liniments més populars.

El liniment és una forma farmacèutica líquida per a l'aplicació tòpica a la pell. Aquest tipus de preparació posseeixen una viscositat similar a les locions però és molt menys viscosa que una pomada o una crema. A diferència d'una loció, un liniment s'aplica sempre amb fricció i, per tant, l'absorció cutània es dona fent fregues.
Liniments solen ser venuts per alleujar el dolor, les inflamacions i la rigidesa muscular o en processos artrítics. Aquests liniments normalment tenen una base generalment oliosa o semioliosa i es formulen a partir d'un alcohol, acetona, o semblant, perquè així ràpidament s'evapora el dissolventi en queden els compostos aromàtics, com ara el salicilat de metil, la resina de benjuí o la capsaïcina. Els liniments de la conca mediterrània solen portar essències d'espígol, de romaní o de farigola.
Actualment es considera un medicament que només és emprat en medicina casolana i en la pràctica d'alguns esports de contacte, per alleugerir, momentàniament, contusions i esquinços musculars. En canvi, en medicina tradicional xinesa compta amb una àmplia varietat de liniments diferents i amb aplicacions que van des d'anestèsics fins altres que s'utilitzen en dolors musculars i contusions.